# Buck Mulligan

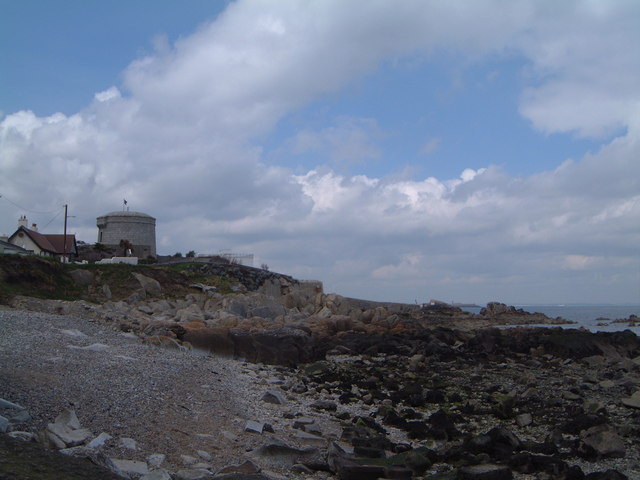
Martello Tower, donde vivió Joyce con Gogarty.

Malachi "Buck" Mulligan es un personaje ficticio en la novela de James Joyce Ulises. Al mismo tiempo insensible y complejo, Mulligan es un estudiante de medicina falstaffiano que ha ofendido al personaje de Stephen Dedalus (álter ego de Joyce) al llamar a su madre, ya fallecida, "beastly dead" ('maldita muerta'). Más tarde, sin embargo, Mulligan es retratado como un héroe al haber salvado a un hombre de morir ahogado. Este personaje aparece principalmente en el primer capítulo de la novela, que conforma el episodio "Telémaco". La novela en realidad se abre con la aparición de Mulligan en bata parodiando un oficio religioso:

Solemne, el gordo Buck Mulligan avanzó desde la salida de la escalera, llevando un cuenco de espuma de jabón, y encima, cruzados, un espejo y una navaja. La suave brisa de la mañana le sostenía levamente en alto, detrás de él, la bata amarilla, desceñida. Elevó en el aire el cuenco y entonó:
—Introibo ad altare Dei.
Ulises, trad. José Mª Valverde. Ed. Lumen, 1976 p. 71

Joyce basó el personaje de Mulligan en uno de sus compañeros de estudios, Oliver St. John Gogarty (más tarde médico y poeta), con quien el autor compartió vivienda en "Martello Tower" ('Torre Martello'), en Sandycove, condado de Dublín. Joyce abandonó la torre tras mantener un fuerte altercado con Gogarty.
- Datos: Q4982905